# Epic metal
Epic metal – styl w muzyce heavymetalowej powstały w USA wczesnych latach 80. Charakteryzuje go atmosfera nawiązująca do estetyki dawnych dziejów, bitew i opowieści fantasy, przez co mylony jest niekiedy z power metalem, od którego odróżnia go znacznie bardziej surowa i posępna stylistyka.
Wyróżnia się Epic heavy metal, oraz Epic doom metal, a także ich fuzje opisywane jako Epic heavy/doom metal. Pierwszy z nich  bazuje na klasycznym heavy metalu lat 80. Do najważniejszych  pionierskich zespołów tego gatunku należą  Manowar, Cirith Ungol, Manilla Road i Omen, a w Europie – Heavy Load. Rozdział stylistyczny między Epic heavy metalem a klasycznym heavy metalem jest niewielki, więc zaliczanie danej grupy do jednego z nich ma często subiektywny charakter. Na przełomie XX i XXI w. w południowej Europie powstała druga fala tego gatunku, do której należą zespoły takie jak Ironsword, Battleroar i Doomsword, który można zaliczyć także do Epic doom metalu.
Głównym pionierem Epic doom metalu jest Candlemass. Inne ważne zespoły to Saint Vitus, Solitude Aeturnus i Isole. W tym stylu popularnym zabiegiem, który ma również miejsce w Epic heavy metalu, lecz w mniejszym nasileniu, jest stosowanie oprócz typowych dla metalu instrumentów gitary klasycznej lub akustycznej. a nawet skrzypiec i innych akustycznych instrumentów, co ma nadać utworom charakter epickiej opowieści.